# MWN-2M
MWN-2M – zapalnik stosowany do uzbrajania min, używany między innymi w Wojsku Polskim.

## Charakterystyka
Zapalnik MWN-2M służy między innymi do detonacji miny PSM-1 poprzez działanie naciskowe. Zadziałanie zapalnika następuje po obciążeniu zespołu naciskowego siłą 50–100 N. Składa się z kadłuba, zespołu naciskowego, pierścienia osadczego, pierścienia, sprężyny, iglicy, kulek oporowych, obsady spłonki zapalającej, spłonki zapalającej i uszczelek.